# Chionea scita
Chionea scita là một loài ruồi trong họ Limoniidae. Chúng phân bố ở miền Tân bắc.